# DiploFoundation
DiploFoundation (ou Fundação Diplo) é uma organização sem fins lucrativos e não governamental com sede em Malta, com escritórios em Genebra (Suiça) e Belgrado (Sérvia).

## História e missão
A Fundação Diplo surgiu a partir de um projeto para introduzir ferramentas de tecnologia da informação e comunicação (TIC) à prática da diplomacia. O projeto foi iniciado em 1992 na Academia Mediterrânea de Estudos Diplomáticos em Malta.
Em Novembro de 2002, a Diplo foi estabelecido como uma fundação independente pelos governos de Malta da Suíça. Em junho de 2006, Diplo recebeu o status de Consultor Especial junto ao Conselho Econômico e Social das Nações Unidas (ECOSOC). Em Setembro de 2007, os cursos online da Fundação Diplo receberam acreditação acadêmica da Universidade de Malta.
A missão da Fundação Diplo é fortalecer a participação significativa de todas as partes interessadas na diplomacia, relações internacionais e áreas de política, como Governança da Internet e mudanças climáticas. Seu objetivo é aumentar o poder dos pequenos estados em desenvolvimento de influenciar seu próprio futuro e desenvolvimento; aumentar a responsabilidade internacional e a inclusão; aumentar a legitimidade da formulação de políticas internacionais; e melhorar a governança global e o desenvolvimento de políticas internacionais.

## Programas
Um dos principais focos da organização é o desenvolvimento de capacidades em assuntos pertinentes à diplomacia e relações internacionais, incluindo diplomacia pública, e-diplomacia e Governança da Internet. A instituição construiu um programa de mestrado em diplomacia contemporânea, com parte do currículo destinado à Governança da Internet. O programa é credenciado pela Universidade de Malta.
Na área de Governança da Internet, a DiploFoundation administra a Geneva Internet Platform (GIP), uma iniciativa das autoridades suíças lançada em abril de 2014, e a iniciativa GIP Digital Watch, incluindo o Digital Watch, um observatório sobre o tema.

## Executivo

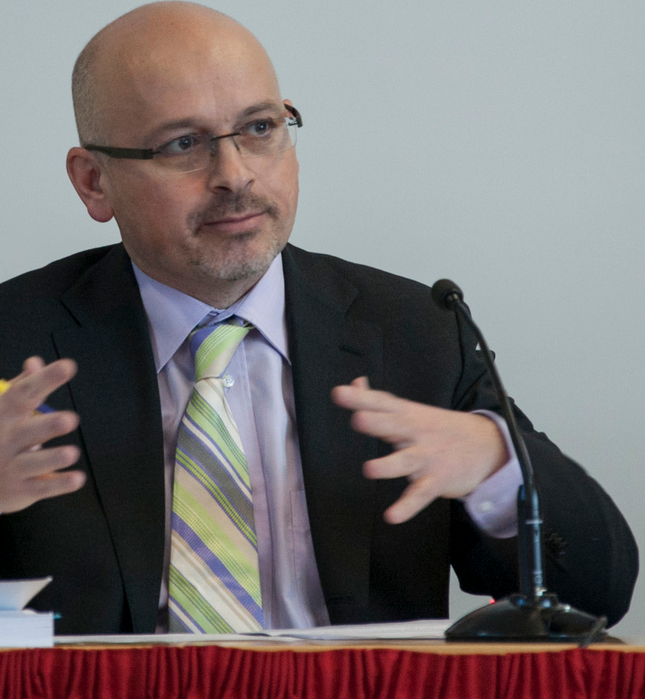
Dr. Jovan Kurbalija, diretor da DiploFoundation, falando no Centro de Política de Segurança de Genebra em 2013

A Fundação Diplo é gerida por administradores, funcionários e associados. A equipe é formada por diplomatas altamente experientes, acadêmicos, especialistas em aprendizagem e programadores de computador. O Conselho Administrativo é composto pelas seguintes pessoas:
- Prof. Dietrich Kappeler, Presidente Honorário, Diplo Senior Fellow e ex-diretor, Mediterranean Academy of Diplomatic Studies, Malta;
- Amb. Victor Camilleri, presidente, embaixador de Malta na Líbia;
- Amb. Theodor Winkler, vice-presidente, embaixador e ex-diretor do Centro de Genebra para o Controle Democrático das Forças Armadas ;
- Amb. Savior F. Borg, membro do Conselho, Embaixador e ex-Representante Permanente de Malta nas Nações Unidas;
- Prof. Isabelle Calleja Ragonesi, Departamento de Relações Internacionais, Universidade de Malta ;
- Prof. André Liebich, Vice-presidente, Professor, História e Política Internacional, Instituto de Pós-Graduação de Estudos Internacionais e de Desenvolvimento, Genebra;
- Amb. Maud Dlomo, Embaixadora da África do Sul em Madagascar;
- Dr. Jovan Kurbalija, secretário do Conselho e Diretor da DiploFoundation.